# Kielary

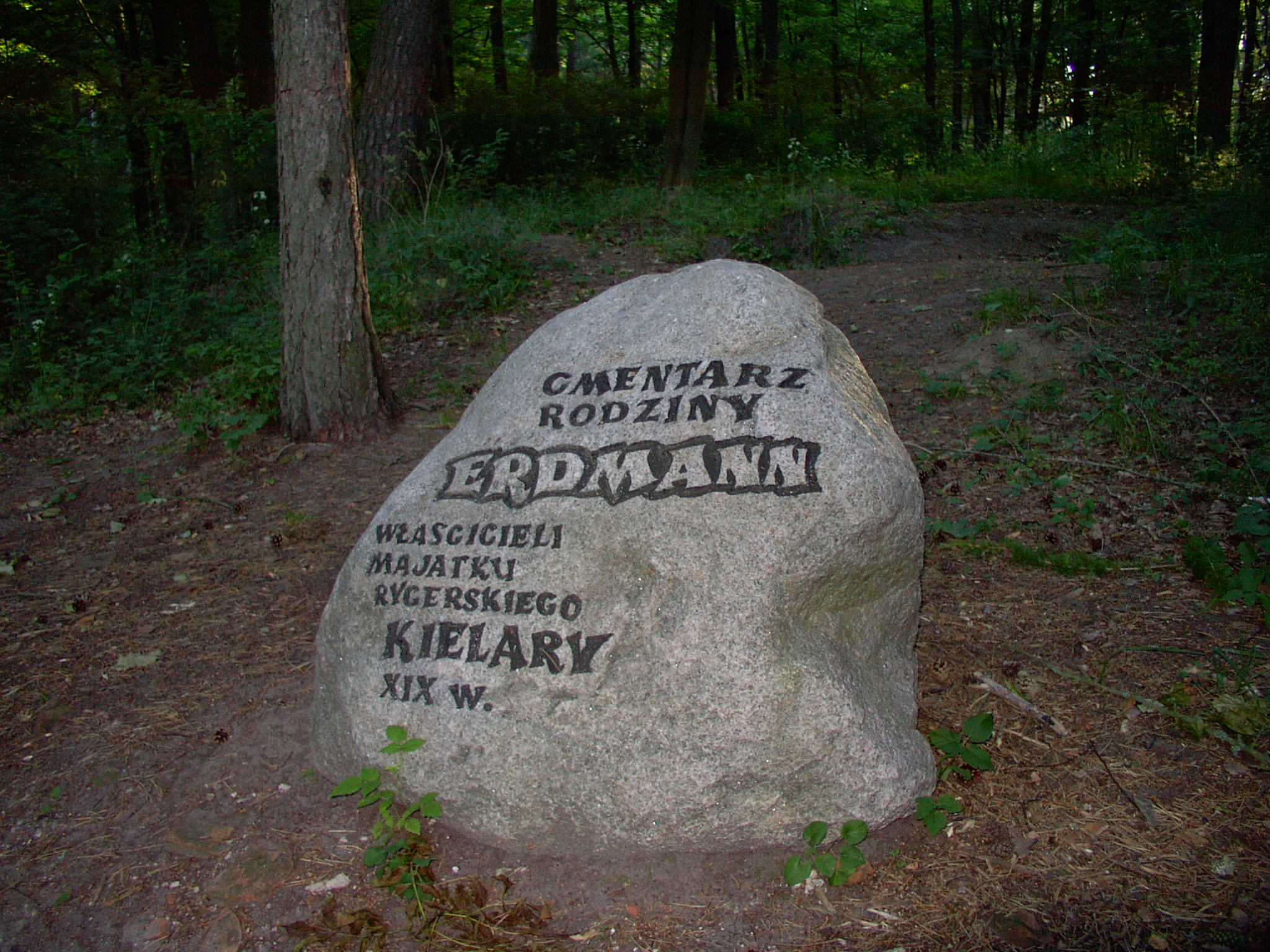
Głaz pamiątkowy na dawnym cmentarzu na terenie uroczyska

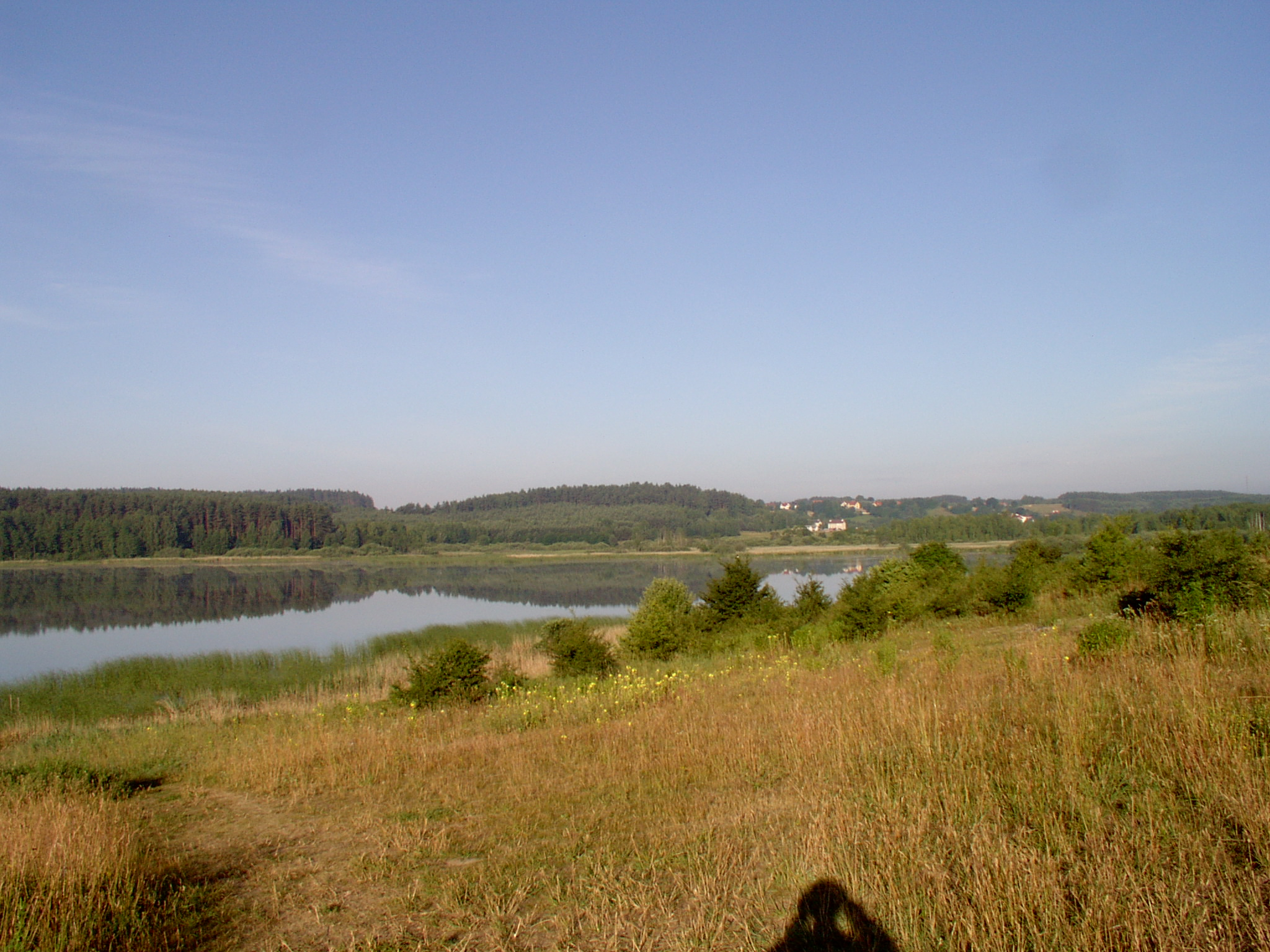
Jezioro Kielarskie

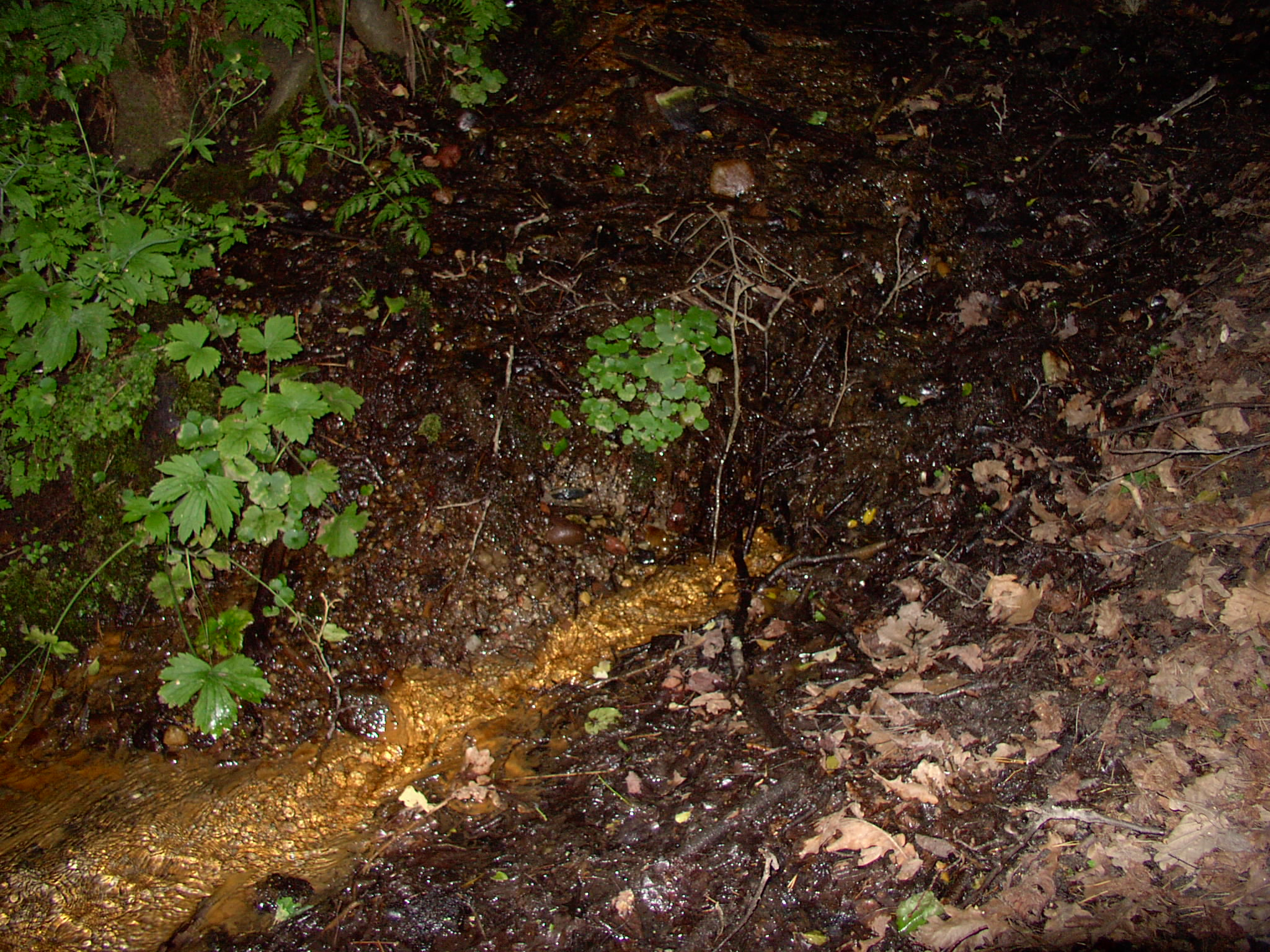
Helokrenowe źródło przy Jeziorze Kielarskim

Kielary (niem. Kellaren) – wyludniona wieś nad Jeziorem Kielarskim, pomiędzy wsiami Ruś oraz Bartążek, 8 km na południe od Olsztyna), założona w 1361 r. jako majątek rycerski (obok sąsiednich Gągławek i Maud) na 10 włókach. Od 1375 r. właścicielem był Jan Kielarski. W wieku XVIII Kielary należały do szlacheckiej rodziny Milewskich. Potem majątek należał do Wawrzyńca Kolma, potem Grzywacza i w XIX w. do rodziny Pannwith i Niesand. W XIX w. majątek stał się własnością rodziny Erdmann.
Do majątku należała karczma w Zazdrości (obecnie leśniczówka) przy drodze do Butryn. W 1925 r. Kielary zostały włączone do Rusi.
Wieś zniszczona w czasie wojen polsko-krzyżackich w XV i XVI w. Z tego powodu uległa wyludnieniu. Ponownie zasiedlana była w latach 1516-1519 i 1520-1521 przez Mikołaja Kopernika (przebywał dwukrotnie w Bartągu (27 lutego 1517 i 14 marca 1518), Tomaszkowie (4 maja 1518) oraz Jarotach (31 maja 1521).
Pozostałości cmentarza rodzinnego Erdmannów znajdują się na terenie dawnego uroczyska, na wysokim wzniesieniu, w odległości około 2 km od ruin zabudowań dawnego majątku. Obecnie znajduje się tam pamiątkowy kamień.
Erdmannowie stworzyli w Kielarach bardzo dobrze funkcjonujący folwark. Zajmowali się hodowlą zwierząt, uprawiali ziemię, prowadzili cegielnię (znajdowała się w sąsiedniej wsi) oraz gorzelnię. Do dziś w pobliżu ruin dworu znajdują się pozostałości kamiennych kadzi do produkcji alkoholu, wybetonowanych przez kolejnych właścicieli i spełniających od tej chwili funkcję silosów.

## Odkrycia archeologiczne

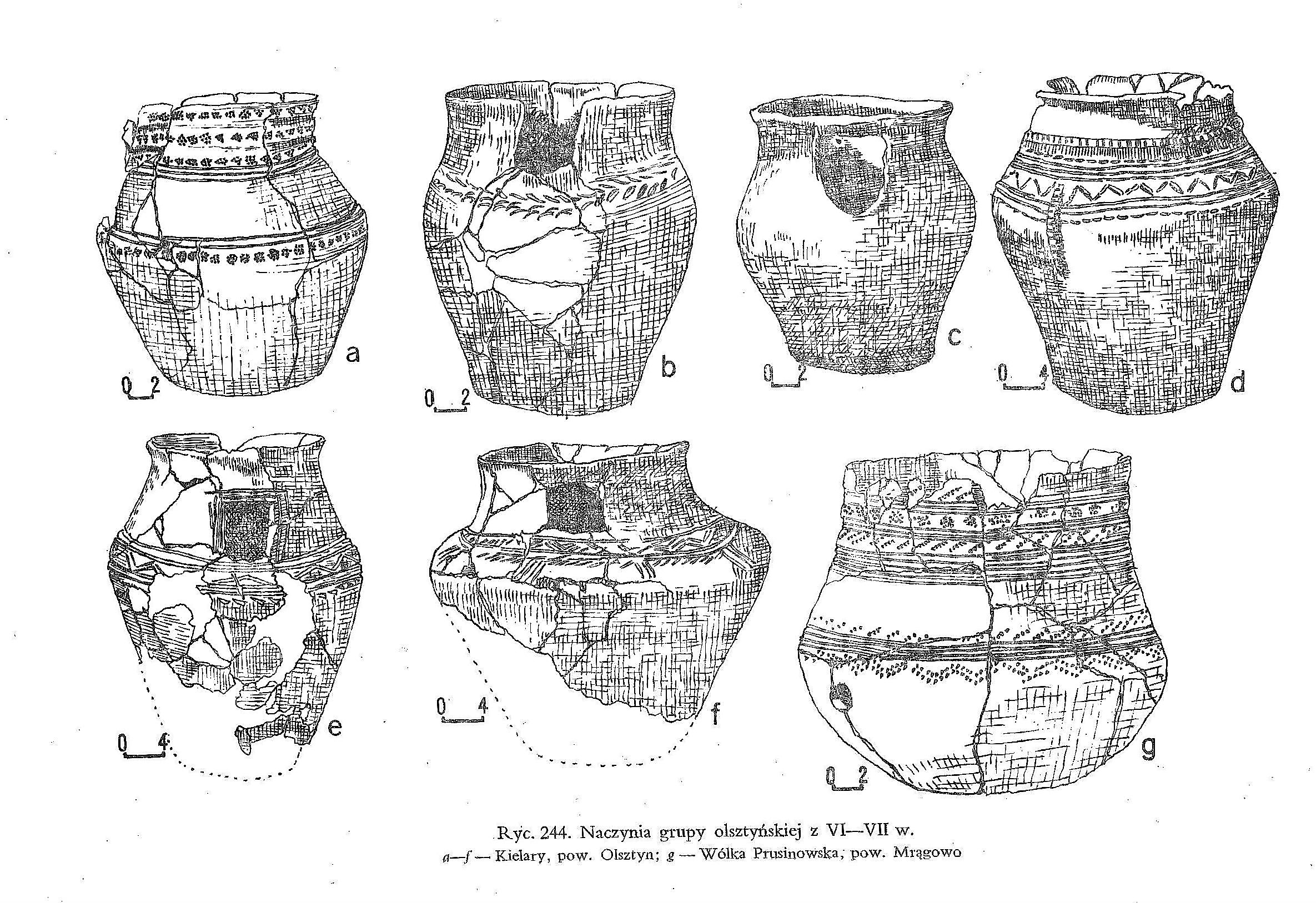
Naczynia kultury grupy olsztyńskiej z Kielar i Wólki Prusinowskiej

Na wzniesieniu przy wschodnim brzegu jeziora Kielarskiego, około 2 km od dawnego majątku, znajduje się uroczysko, gdzie zachowały się pozostałości wczesnośredniowiecznego grodziska oraz wyraźnie widocznych umocnień ziemnych. Na terenie uroczyska w XIX wieku umieszczono rodzinny cmentarz Erdmannów, co było zgodne z ówczesną romantyczną modą. Dziś częściowo zajmuje go parking leśny dla odwiedzających miejsce rekreacyjne nad jeziorem. Większość uroczyska porasta sosnowy las. Dobrze zachowały się założenia obronne i otoczenie.
Jeszcze przed II wojną światową odkryto tam bogato wyposażone cmentarzysko z wczesnego średniowiecza należące do tzw. grupy olsztyńskiej, kultury datowanej na V-VII wiek. Odkrycia te odznaczały się silnymi wpływami germańskimi. Być może stanowisko było zamieszkiwane przez lud Herulów.
Na stanowisku odkryto również ceramikę krzyżacką z XIII-XIV wieku. Według jednej z możliwości na terenie uroczyska w Kielarach znajdował się drewniano-ziemny zameczek, którą założył w 1334 roku warmiński wójt krajowy Henryk von Luter. Przekazy historyczne z lat 1341-1350 wzmiankują „zameczek” w ziemi Bertingen, który chronił osadnictwo w południowej Warmii przed najazdami litewskimi. W zameczku tym w maju 1348 roku podjęto decyzję o budowie Olsztyna, gdzie później przeniesiono siedzibę komornictwa (według innej możliwości zameczek znajdował się między wsiami Bartążek i Bartąg).
W Kielarach oraz pobliskiej Zazdrości widoczne są do dziś umocnienia ziemne, rowy (ślady po fosach) oraz podłużne wały, prawdopodobnie również z czasów krzyżackich.

## Park dworski
W wieku XVIII założony został park o charakterze krajobrazowym. Na przełomie XVII i XVIII w. w europejskiej sztuce ogrodowej nastąpił powrót do naturalności, w którego efekcie powstawały ogrody krajobrazowe. Zgodnie z nowymi zasadami tworzenia ogrodów, które od XVIII w. określano terminem "park", najistotniejsza stała się malowniczość i piękno rodzimej przyrody, co podkreślali wybitni angielscy teoretycy tego okresu. Zakładano wówczas parki krajobrazowe utrzymane w stylu rokoka oraz ogrody sentymentalne i romantyczne. Punktem wyjścia dla sposobu kształtowania ogrodu stał się charakter otaczającego krajobrazu. Ogród, przechodził w park, by w końcu przenikać w krajobraz i łączyć się z nim.
Osiemnasto-, dziewiętnasto- oraz dwudziestowieczne, dobra dawnych Prus Wschodnich odznaczają się różnymi typami kompozycji przestrzennej, powiązanej ściśle z położeniem dworu względem parku. Jeden z nich nawiązuje do specyficznego położenia topograficznego, a elementem wzbogacającym kompozycję przestrzenną założenia jest w tym przypadku przestrzeń lustro wód, toń jeziora. Rezydencja usytuowana była blisko brzegu, często na wzgórzu, z widokiem na otwartą przestrzeń.
Park dworski w Kielarach położony jest przy wschodnim brzegu Jeziora Kielarskiego.  Celowy wydaje się wybór miejsca, w którym niegdyś zaplanowano utworzenie majątku rycerskiego. Otaczający teren charakteryzuje się wyraźnymi wzniesieniami, które mogą utrudniać dotarcie do ruin zabudowań dawnego majątku i pozostałości parku. Okolica odznacza się szczególnymi walorami, na które składa się urozmaicony krajobraz oraz bardzo bliskie sąsiedztwo jeziora i rozległych lasów. Park leży tuż nad Jeziorem Kielarskim, w odległości 20 m od jego brzegu. W lesie jeszcze dziś można odnaleźć pozostałości biegnącej wąwozem brukowej drogi, która dawniej prowadziła do majątku.
Osiemnastowieczny park dworski w Kielarach jest niewielki (obecnie to 0,25 ha) i bardzo zniszczonym. Drzewa z dawnego układu parkowego zachowały się wyłącznie na obrzeżach, natomiast wnętrze parku zajmują dziś zarośla głównie bzu czarnego. Drzewa, które wytrzymały próbę czasu, to nieliczne, zwykle uszkodzone okazy. Należą do nich okazy następujących gatunków:
- Tilia cordata Mill.: zachowało się pięć lip drobnolistnych; cztery z nich rosną w parku, a jedna w pobliżu ruin dworu. Obwody pni (mierzone na wysokości 1,3 m) wynoszą: 420, 375, 360 i 350 cm (ta ostatnia rośnie, co prawda, poza parkiem, ale ma pomnikowe wymiary) oraz 300 cm. Większość tych lip to drzewa uszkodzone, wymagające zabiegów pielęgnacyjnych.
- Betula pendula Roth: przetrwały trzy drzewa, z których jedno zostało bezprawnie wycięty na początku XXI w. Obwody pni na wysokości 1,3 m: 235, 210 i 200 cm.
- Fagus sylvatica L.: obwód pnia najgrubszego z trzech buków wynosi 225 cm.
- Quercus robur L.: zdrowy okaz dębu szypułkowego o obwodzie pnia 325 cm.
- Larix decidua Mill.: rośnie w pobliżu ruin dworu, obwód jego pnia, mierzony na wysokości 1,3 m, wynosi 230 cm.
- Abies concolor (Gordon et Glend.) Lindl. ex Hildebr.: rośnie niedaleko ruin dworu, obwód pnia – 250 cm.
- Pseudotsuga menziesii (Mirb.) Franco: rośnie w pobliżu ruin dawnego dworu, obwód pnia wynosi 190 cm.
- Thuja occidentalis L.: rośnie niedaleko ruin dworu.
- W dobrym stanie przetrwały do dziś trzy fragmenty szpaleru grabowego oraz dwie unikatowe altany lipowe, uformowane z drzew lipy drobnolistnej. Obie altany lipowe znajdują się w części wschodniej parku. Altana południowa, o całkowitym obwodzie kręgu 15 m i średnicy 4,95 m, składa się z dziewięciu lip. Obwody pni lip (mierzone na wysokości 1,3 m) wynoszą: 200, 196, 140, 285, 283, 290, 220, 200 i 145 cm. Druga z altan (północna), o całkowitym obwodzie kręgu 14,6 m i średnicy 4,30 m, utworzona jest z siedmiu drzew. Obwody pni: 220, 205, 95, 290, 260, 195 i 170 cm. Ze względu na swój wyjątkowy charakter altany stanowiły tradycyjne miejsce ognisk i obrzędów harcerskich. Altana północna nosiła nazwę "Kręgu Przyjęcia", a południowa "Kręgu Pożegnania".

W bezpośrednim sąsiedztwie parku znajduje się źródło. Wypływający z niego strumyk zasila rzekę Łynę.